# Zwerglori
Der Zwerglori oder auch  Zwergplumplori (Xanthonycticebus pygmaeus (Synonym: Nycticebus pygmaeus)) ist eine Primatenart aus der Familie der Loris (Lorisidae).

## Merkmale
Zwergloris sind kleiner als die Plumploris, sie erreichen eine Kopfrumpflänge von 19 bis 23 Zentimeter und ein Gewicht von 360 bis 580 Gramm, der Schwanz ist rückgebildet und etwa 1,8 Zentimeter lang. Ihr Fell ist kurz und dicht, es ist im Sommer an der Oberseite rötlich-braun bis orange gefärbt mit einer weißlichen Unterseite und wird in der kühleren Jahreszeit dichter und dunkler mit einem dunkelbraunen bis schwärzlichen Streifen auf der Rückenmitte und einer weißlich-bräunlichen Bauchseite. Die Augen sind groß und rund, zwischen ihnen kann sich ein weißlicher Streifen erstrecken. Die schwarzen, kleinen, rundlichen Ohren ragen nur wenig aus dem Fell heraus. Ihre Spitzen sind unbehaart. Die Schnauze ist spitzer als die der Plumploris, die Nase ist schwarz, die Nase der Plumploris ist rosa.

## Verbreitung und Lebensraum

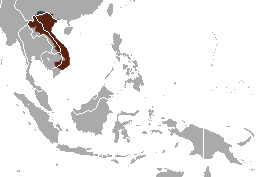
Das Verbreitungsgebiet des Zwergloris in Indochina

Diese Primaten sind in Südostasien beheimatet, ihr Verbreitungsgebiet erstreckt sich vom südlichen China (Yunnan, Kreis Lüchun) über Vietnam und Laos bis in den östlich des Mekong gelegenen Teil Kambodschas. Ihr Lebensraum sind primäre und sekundäre Regenwälder, Karstwälder und Bambusdickichte, wobei sie Regionen mit dichtem Unterholz und vielen blühenden Bäumen bevorzugen.

## Lebensweise
Zwergloris sind nachtaktive Baumbewohner, die selten auf den Boden kommen. Zum Schlafen rollen sie sich tagsüber im Pflanzendickicht zusammen, in der Nacht gehen sie auf Nahrungssuche. Ihre Bewegungen sind langsam und bedächtig. Dank ihrer modifizierten Hände haben sie einen festen Griff um die Äste.
Sie leben weitgehend einzelgängerisch. Die Männchen markieren ihr Revier mit Urin und reagieren aggressiv auf andere Männchen. Das Territorium eines Männchens kann sich jedoch mit dem mehrerer Weibchen überlappen.
Zwergloris ernähren sich vor allem von Baumsäften und Insekten; außerdem werden Nektar, kleine Früchte, Blüten und manchmal auch kleine Wirbeltiere, z. B. Geckos gefressen. Bei der Jagd schleichen sie sich an ein Beutetier heran und können dann relativ schnell zugreifen.
Das Männchen pflanzt sich mit den Weibchen fort, deren Reviere mit seinem überlappen. Nach einer rund 190-tägigen Tragzeit bringt das Weibchen in der Regel Zwillinge zur Welt, während es bei Plumploris normalerweise ein einzelnes Jungtier ist. Die Jungen klammern sich zunächst an den Bauch der Mutter, werden nach zwei bis drei Wochen aber häufig während der Nahrungssuche im Geäst zurückgelassen. Nach rund 24 Wochen werden sie entwöhnt und mit einem bis eineinhalb Jahren geschlechtsreif.
Diese Loriart sondert am Ellenbogen ein Gift ab. Durch Ablecken überträgt sie die Wirkung auf die Zähne und verschafft sich so einen giftigen Biss.

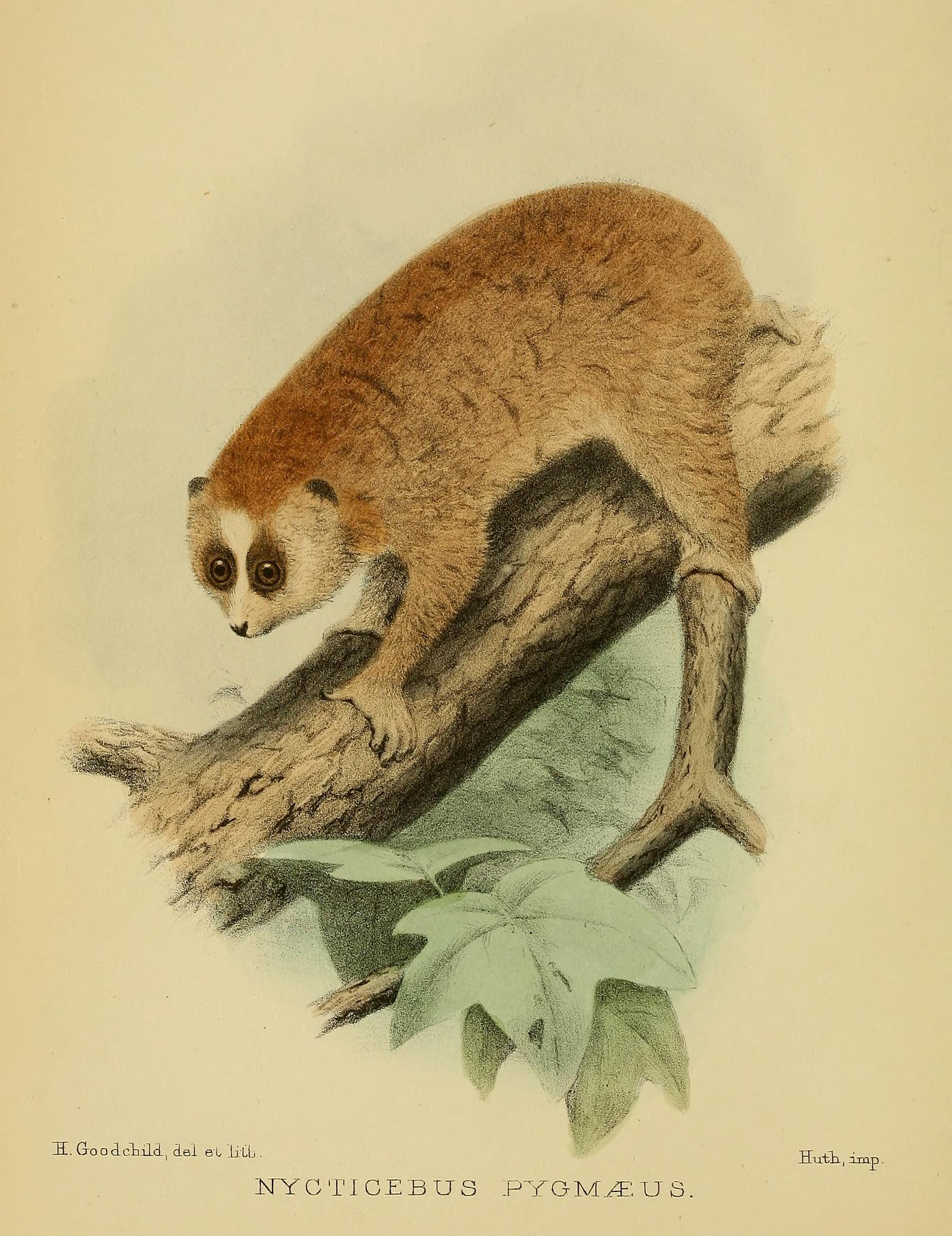
Zeichnung von Herbert Goodchild aus der Erstbeschreibung von X. pygmaeus

## Systematik
Der Zwerglori wurde 1907 durch den britischen Zoologen J. Lewis Bonhote erstmals wissenschaftlich beschrieben und dabei den Plumploris (Nycticebus) zugeordnet, deren wissenschaftliche Bezeichnung 1812 durch den französischer Zoologen Étienne Geoffroy Saint-Hilaire geprägt wurde. 1960 beschrieb der vietnamesische Zoologe Đào Văn Tiến eine zweite Zwergloriart aus dem Norden Vietnams unter der Bezeichnung Nycticebus intermedius. Sie wurde jedoch später mit Nycticebus pygmaeus synonymisiert. Zwergloris unterscheiden sich durch zahlreiche morphologische, verhaltensbiologische, karyotypische und genetische Merkmale von den Plumploris. Außerdem hybridisieren sie nicht mit den Plumploris, während Hybride zwischen verschiedenen Plumploriarten aus Zoohaltungen bekannt sind. Deshalb wurden die Zwergloris im März 2022 in die eigenständige Gattung Xanthonycticebus gestellt. Der Gattungsname verweist auf die Fellfarbe und die nächtliche Lebensweise der Tiere (ξανθός xanthós Gr. = gelborange; νύξ nyx Gr. = Nacht; κῆβος kêbos Gr. = Affe). Evolutionär hat sich der zu den Zwergloris führende Zweig wahrscheinlich vor etwa 10 Millionen Jahren von den Plumploris getrennt.
Im Jahr 2023 wurde die Zwergloripopulation aus dem Norden Vietnams als eigenständige Art revalidiert. Sie hat jetzt die Bezeichnung Xanthonycticebus intermedius und die Bezeichnung Xanthonycticebus pygmaeus gilt nur noch für die Zwergloris aus dem Süden von Vietnam und die östlich des Mekong gelegenen Gebiete Kambodschas. Die Grenze des Verbreitungsgebietes beider Arten liegt in Vietnam am Hai-Van-Pass. Wo sie genau in Laos liegt muss noch erforscht werden. Der Schädel und der Unterkiefer von X. intermedius sind kürzer als die von X. pygmaeus und das Fell von X. intermedius ist etwas flauschiger. Der genetische Abstand zwischen den zwei Arten ist etwa so groß wie der durchschnittliche genetische Abstand zwischen anderen nah verwandten Arten innerhalb der Feuchtnasenprimaten.

## Gefährdung
In Vietnam und Kambodscha werden Zwergloris intensiv bejagt, da es dort Menschen gibt, die ihnen eine heilende Wirkung zuschreiben. Teilweise werden sie auch zu Haustieren gemacht oder gegessen. Gebietsweise stellt auch die Zerstörung ihres Lebensraums ein Problem dar. Die IUCN schätzt, dass in den letzten 24 Jahren (drei Generationen) die Gesamtpopulation um mehr als 30 % zurückgegangen ist und listet die Art als „gefährdet“ (vulnerable).
In Deutschland wird die Art in Augsburg, Dortmund, Leipzig und Stuttgart gehalten. Jedoch haben wenige Haltungen eine wirkliche Perspektive, da hinter den Kulissen gehalten wird oder Einzeltiere und beschlagnahmte Tiere gepflegt werden.
Allerdings können die Zoos auch einen Beitrag zum Erhalt der Art leisten. Im Gondwanaland im Zoo Leipzig wurden bereits sieben Jungtiere geboren und für Auswilderungsprogramme an Nationalparks abgegeben.